# Chobhar
Chobhar est un petit village de la zone de Bagmati au Népal, perché sur une des collines (1420 m) qui dominent toute la vallée de Katmandou et la ville de Patan.

Chobhar
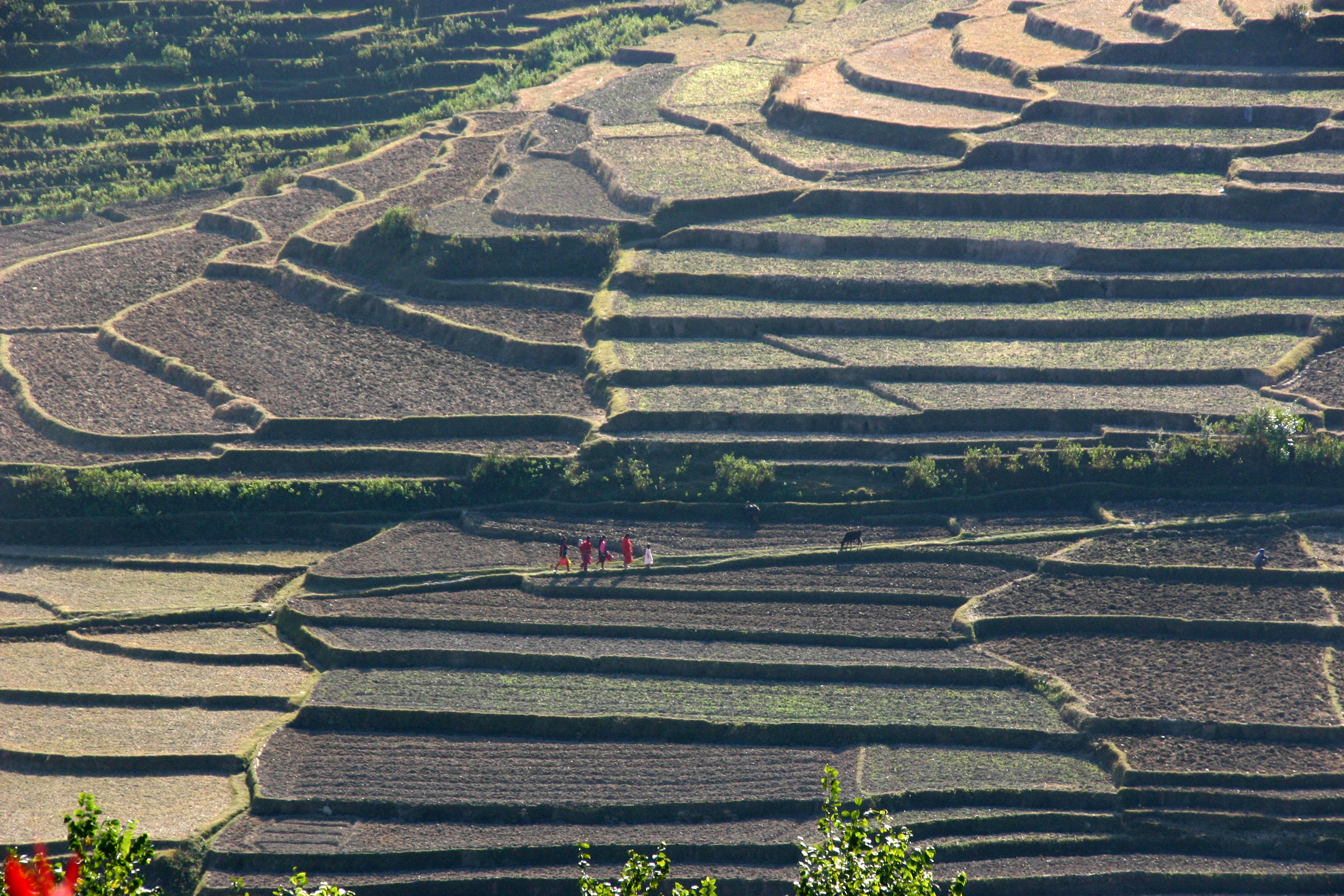
Rice terrasses
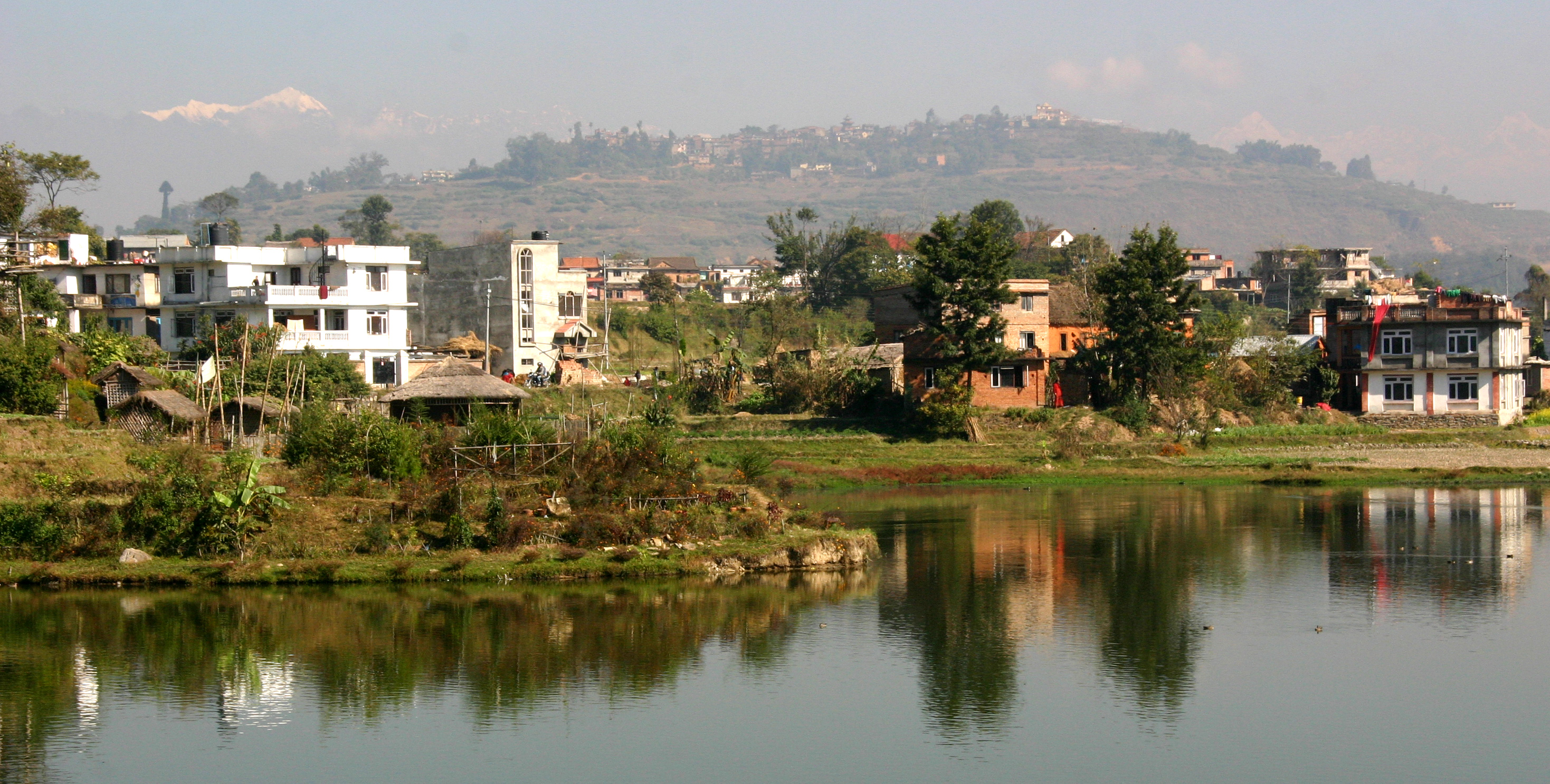
Lake Taudaha
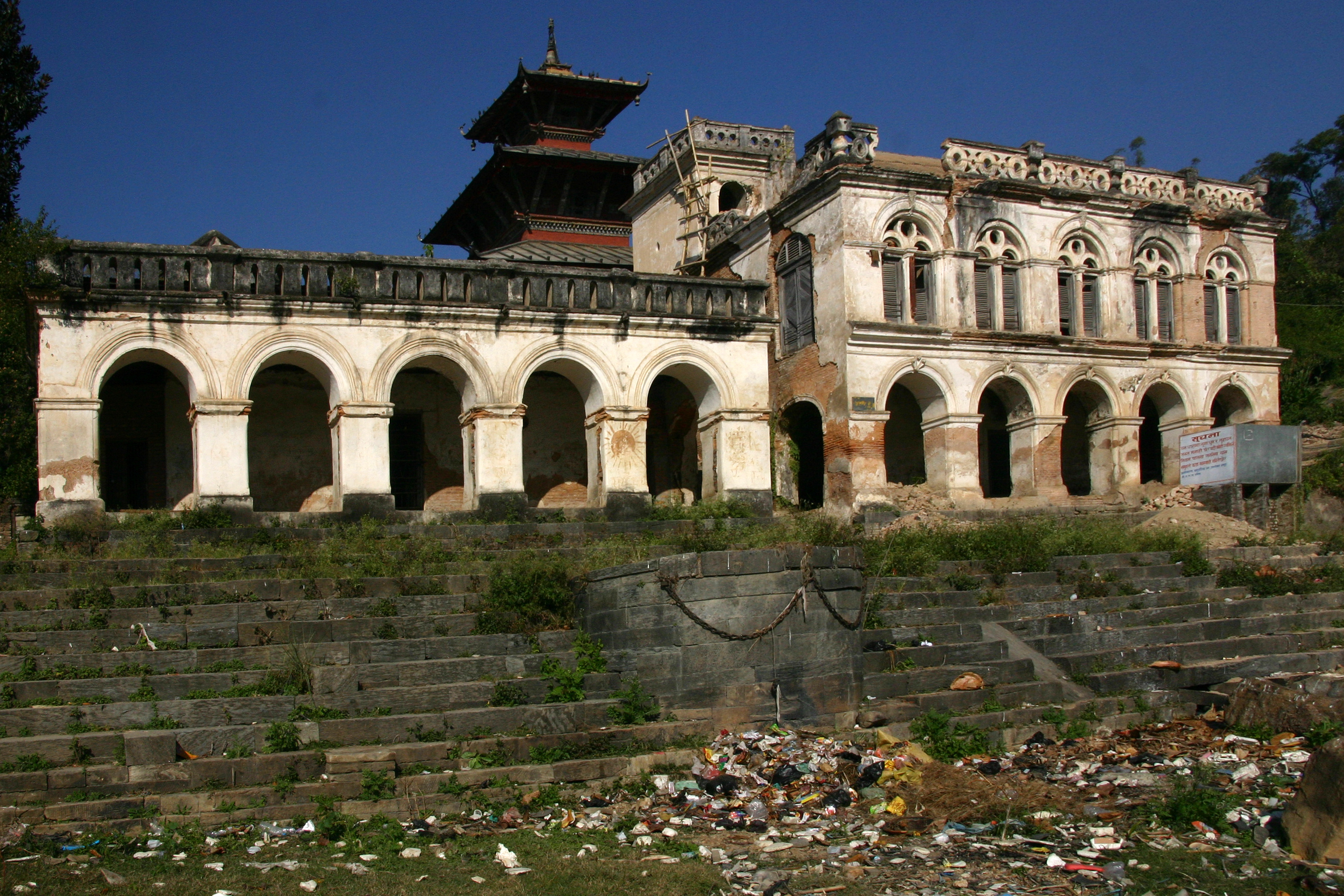
Jal Binayak
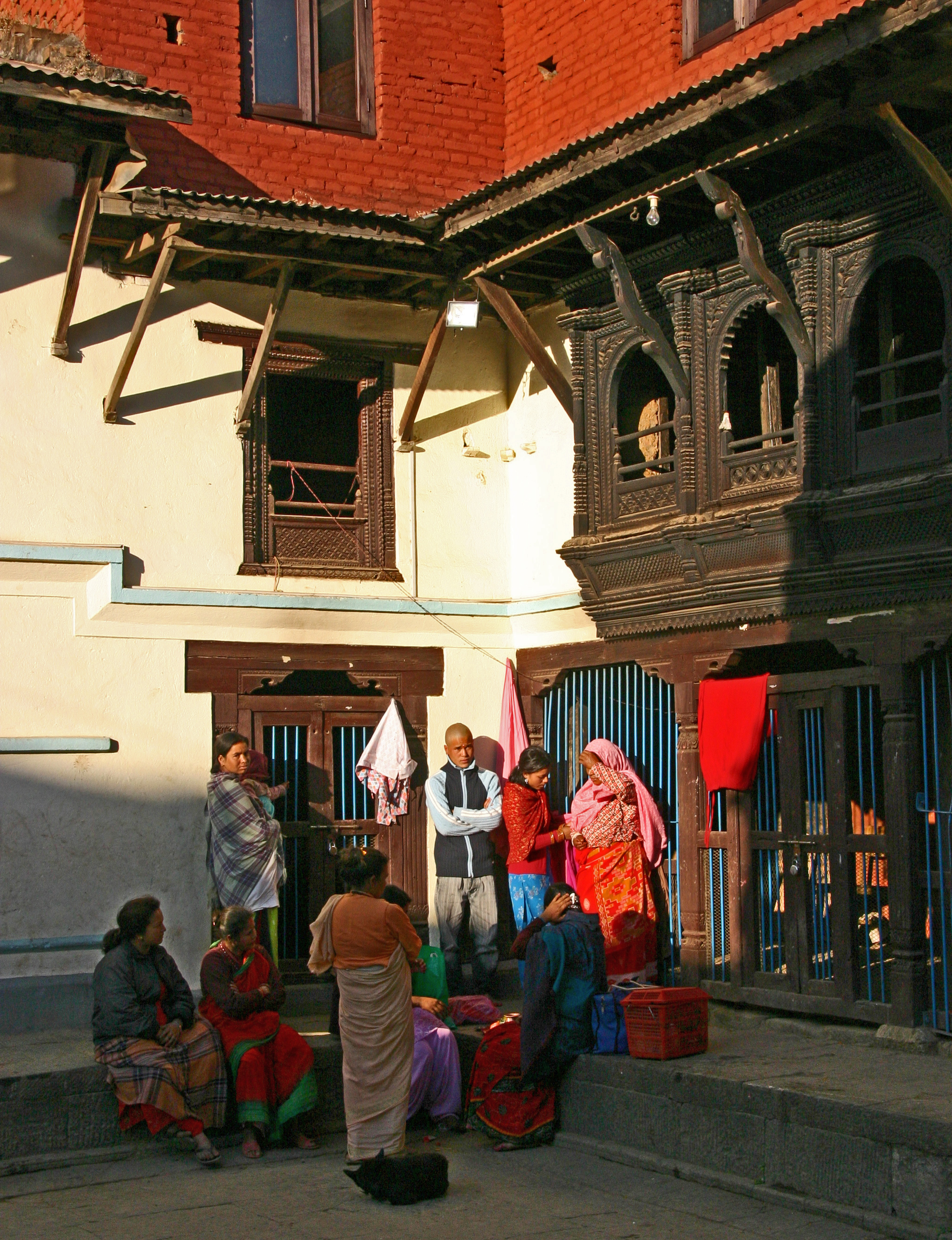
Adinath Lokeshwar
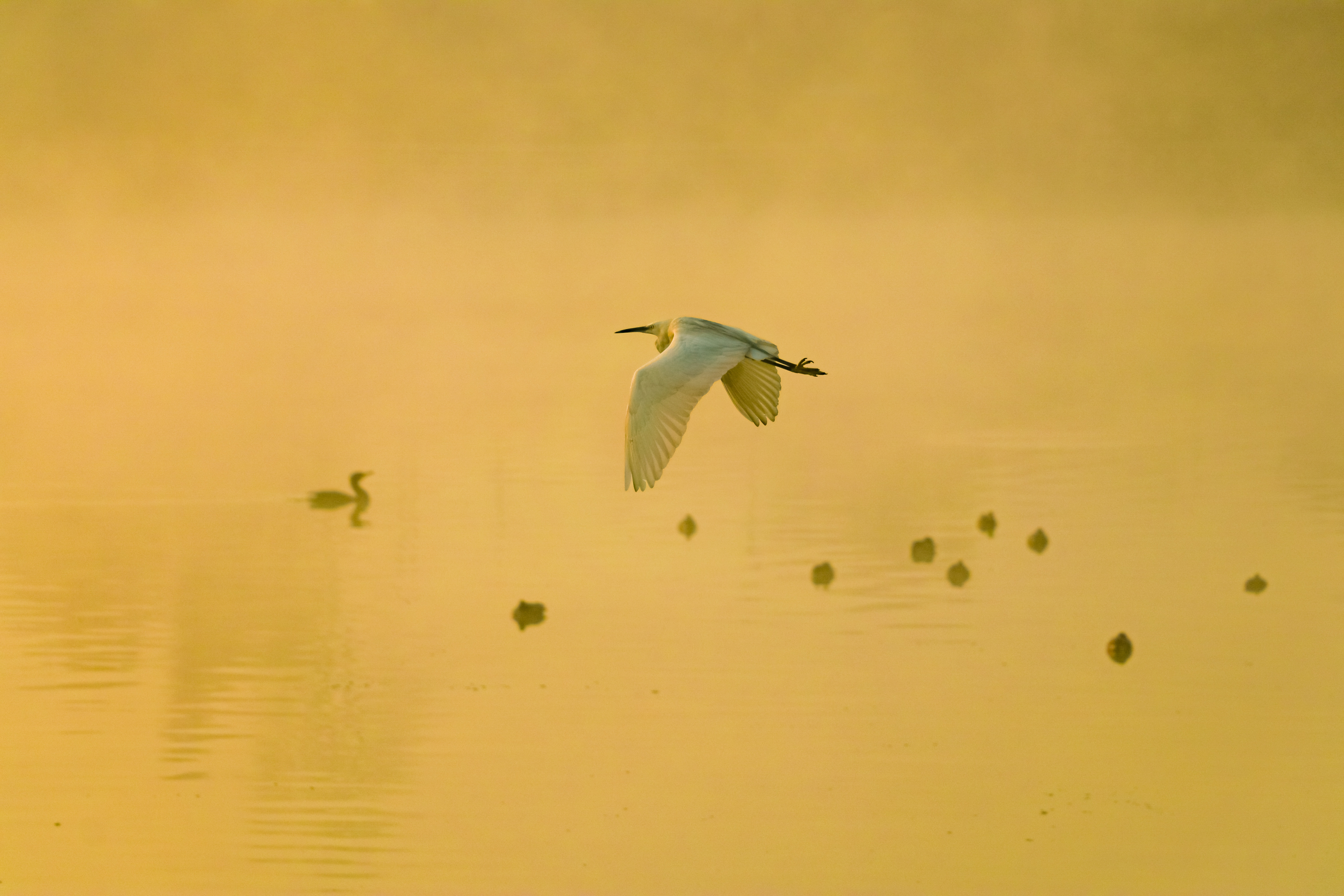
Le lac Taudaha près de Chobhar. On y voit  l'Aigrette (oiseau), le Grand Cormoran et la Sarcelle d'hiver. Mars 2020.